# Florea Dumitrache
Florea Dumitrache (n. 22 mai 1948, București – d. 26 aprilie 2007, București), poreclit "Mopsul", a fost jucător român de fotbal, maestru emerit al sportului, subinginer.

## Carieră
S-a legitimat în anul 1961 la Rapid București, a trecut după doi ani la T.U.G, unde în 1964 a fost descoperit de antrenorul Traian Ionescu, cel care l-a transferat la Dinamo, club în cadrul căruia a realizat marile performanțe ale activității sale de jucător. Atacant de mare valoare, Dumitrache a făcut parte din lotul echipei naționale de fotbal a României, prezentă la Campionatul Mondial de fotbal din Mexic, 1970, numărându-se printre componenții săi de bază. Florea Dumitrache a fost un jucător remarcat prin driblingurile sale de excepție, foarte derutante, dar și prin eficacitatea și spectaculozitatea loviturilor de cap.

## Cluburi
- Rapid București 1961 - 1963
- T.U.G. București 1963 - 1964
- Dinamo București 1964 - 1976
- Jiul Petroșani 1976 - 1979
- Corvinul Hunedoara 1979 - 1983
- Minerul Știința Petroșani 1983 - 1984

## Performanțe
- Selecții în echipa națională: 31 (15 goluri)
- Campion național: 3 titluri (1971, 1973 și 1975)
- Cupa României: o victorie (1968)
- Golgheter al campionatului național: 2 titluri (1969 și 1971)
- Fotbalistul nr.1 al României: 2 titluri (1968 și 1969)
- 358 prezențe în prima divizie, 170 de goluri
- Cupele europene: 20 de meciuri, 8 goluri
- Debut în Divizia A: 22 mai 1966: Dinamo București - Dinamo Pitești 1-1
- Debut în echipa națională: România - Țările de Jos 0-0

## Statistici ale carierei
| Sezon   | Club               | Țară    | Meciuri | Goluri |
| ------- | ------------------ | ------- | ------- | ------ |
| juniori | Rapid București    | România | 0       | 0      |
| juniori | TUG București      | România | 0       | 0      |
| juniori | Dinamo București   | România | 0       | 0      |
| 1965/66 | Dinamo București   | România | 1       | 0      |
| 1966/67 | Dinamo București   | România | 3       | 1      |
| 1967/68 | Dinamo București   | România | 21      | 7      |
| 1968/69 | Dinamo București   | România | 28      | 22     |
| 1969/70 | Dinamo București   | România | 24      | 13     |
| 1970/71 | Dinamo București   | România | 28      | 15     |
| 1971/72 | Dinamo București   | România | 10      | 5      |
| 1972/73 | Dinamo București   | România | 26      | 15     |
| 1973/74 | Dinamo București   | România | 24      | 19     |
| 1974/75 | Dinamo București   | România | 10      | 4      |
| 1975/76 | Dinamo București   | România | 23      | 7      |
| 1976/77 | Jiul Petroșani     | România | 32      | 20     |
| 1977/78 | Jiul Petroșani     | România | 25      | 11     |
| 1978/79 | Jiul Petroșani     | România | 23      | 6      |
| 1979/80 | Corvinul Hunedoara | România | N/A     | N/A    |
| 1980/81 | Corvinul Hunedoara | România | 29      | 12     |
| 1981/82 | Corvinul Hunedoara | România | 25      | 7      |
| 1982/83 | Corvinul Hunedoara | România | 21      | 5      |
| 1983/84 | Corvinul Hunedoara | România | 4       | 1      |